# Frank Udvari
Frank Udvari (* 2. Januar 1924 in Srpski Miletić, Königreich Jugoslawien; † 13. August 2014 in London, Ontario, Kanada) war ein kanadischer Eishockeyschiedsrichter.

## Leben
Frank Udvari, der in Jugoslawien geboren wurde, allerdings in Kitchener, Ontario, aufwuchs, spielte während seiner Jugend Baseball. 1948 wurde er Trainer einer Juniorenmannschaft und begann danach eine Laufbahn als Schiedsrichter. 1951 leitete er seine ersten Spiele in der American Hockey League. In seinen ersten beiden Jahren hatte er mit umstrittenen Entscheidungen zu kämpfen und in mehreren Spielen verlor er die Kontrolle über den Spielverlauf, doch nur wenige Jahre später stieg Udvari zu einem der besten Schiedsrichter auf und kam auch oft in der National Hockey League zum Einsatz. 1966 beendete er seine Karriere als Schiedsrichter und wurde Vorgesetzter der NHL-Schiedsrichter. Am 30. Dezember 1978 kehrte er für ein Spiel nochmals als Schiedsrichter in die NHL zurück, da sich Dave Newell eine Verletzung zugezogen hatte und das Spiel nicht mehr fortführen konnte.
1973 wurde er in die Hockey Hall of Fame aufgenommen.